# Palikir
Palikir es una ciudad y la capital federal de los Estados Federados de Micronesia. La ciudad se encuentra en el estado de Pohnpei. Su población aproximada es de 6227 habitantes según las estimaciones realizadas en 2004.

## Ubicación geográfica
Esta localidad se encuentra situada unos 5 km al suroeste de Kolonia (o Kilonia), la ciudad más importante de la isla de Ponapé que es la mayor de las 607 islas y atolones que componen el país. Está localizada en el estado federado de Ponapé que es uno de los cuatro que forman los Estados Federados de Micronesia.

## Historia
Los exploradores europeos llegaron por primera vez a las costas de la isla en el siglo XVI, pero hay pocos vestigios históricos que indiquen que Palikir resultara colonizada. En 1886, España tomó el control de Ponapé y superó la resistencia para establecer un pequeño asentamiento en lo que se llamó posteriormente Kolonia, al noreste de la localidad. Sin embargo, después de la Guerra Hispano-estadounidense de 1898, España perdió influencia en el Pacífico y posteriormente vendió Ponapé a Alemania. Hasta el final de la II Guerra Mundial, pocos nativos de Ponapé habitaron Palikir y la zona no se repobló hasta finales de 1980, cuando el gobierno de Estados Unidos aportó fondos para la construcción de la capital de la nación. Estados Unidos patrocinó entonces la planificación y construcción de una capital nacional que sirviese a los cuatro estados de Micronesia, y la situaron en la antigua pista japonesa de Palikir. A raíz de este poblamiento surgió la localidad que en 1989 se convirtió en capital nacional destronando en ese momento a Kolonia que había sido fundada por España más de 100 años antes y se había convertido en la localidad más importante del país.

### Actualidad
Palikir es la sede del gobierno federal y del Tribunal Supremo, además de la administración del estado de Ponapé, uno de los cuatro que componen la Federación de Micronesia. Es, por tanto, un complejo administrativo al modo de otras capitales federales anglosajonas, como Canberra o, en sus orígenes, Washington. Para integrarse en el paisaje tropical de Palikir, el centro administrativo se diseñó como una serie de edificios de dos plantas, inspirados en la arquitectura tradicional de Micronesia, y alineados a lo largo de un eje este-oeste para beneficiarse de la luz natural y de los vientos alisios. Por su parte, Kolonia posee un hospital, un aeropuerto internacional conectado con Hawái, Guam y Nauru mediante vuelos regulares, así como un colegio preparatorio preuniversitario, el College of Micronesia, adscrito a la Universidad de Guam.

## Demografía
La población es fundamentalmente indígena, de etnia Micronesia y se compone de varios grupos etnolinguísticos. El inglés es la lengua más popular. La tasa de crecimiento poblacional se mantiene en un 3 % aunque aminorada por la creciente emigración. En toda la isla de Ponapé y por tanto también en Palikir son comunes los casos de extremo daltonismo, conocido como acromatopsia.
Existe una creciente población de estadounidenses, australianos, europeos y residentes de China y las Filipinas. Al igual que en el resto del país el inglés se ha convertido en el lenguaje común del gobierno, y para la educación secundaria y terciaria.
La población en el año 2005 era de 6227 habitantes lo que la convierte en el segundo centro más poblado de la isla y el tercero de todo el país, tan solo por detrás de la ciudad de Weno que cuenta con algo más de 13 000 habitantes y la localidad de Kolonia que cuenta con unos 7800 residentes.

## Economía
La ciudad dispone de comercios, bares y negocios de todo tipo por lo que es ideal para aquel que viva en la isla y quiera ir a divertirse o a comprar y además es una de las ciudades más comerciales del país. Muchas de las calles se encuentran asfaltadas y además disponen de letreros informando de su nombre.
La actividad económica fundamental de la ciudad se basa sobre todo en la agricultura de subsistencia y en la pesca, cuyos productos se exportan principalmente a Japón. Con excepción de los fosfatos, la actividad minera es irrelevante. El sector turístico tiene cierta importancia, con 17.000 turistas recibidos en 2007 en el estado de Ponapé, pero aun así faltan todavía infraestructuras capaces de acoger a todos los posibles interesados en visitar tanto esta como otras localidades de dicho estado.
Tanto la ciudad como el país son nominalmente independientes pero en hechos, dependen de la ayuda financiera derivada de su Pacto de Libre Asociación con los Estados Unidos, por dos terceras partes de su presupuesto de 160 millones de dólares. El arrendamiento de licencias de pesca a empresas japonesas, coreanas y taiwanesas traen unos 20 millones, pero los recursos marinos de la federación podrían escasear por los continuos excesos en la pesca por parte de las naciones mencionadas.

## Religión
La población se divide por igual entre protestantes y católicos, además, existe un pequeño grupo de budistas en Ponapé. La asistencia a servicios religiosos es en general elevada, las iglesias están bien apoyadas por sus congregaciones y desempeñan un papel importante en la sociedad civil. También tienen importancia en los alrededores de la ciudad las religiones indígenas.

## Clima
El clima de la ciudad es estable durante la mayor parte del año teniendo las temperaturas más bajas en los meses de agosto y septiembre y las más altas en los meses de abril y junio o julio.
| Datos climáticos de Palikir           | Datos climáticos de Palikir | Datos climáticos de Palikir | Datos climáticos de Palikir | Datos climáticos de Palikir | Datos climáticos de Palikir | Datos climáticos de Palikir | Datos climáticos de Palikir | Datos climáticos de Palikir | Datos climáticos de Palikir | Datos climáticos de Palikir | Datos climáticos de Palikir | Datos climáticos de Palikir | Datos climáticos de Palikir | Datos climáticos de Palikir |
| Temperatura                           | Temperatura                 | Temperatura                 | Temperatura                 | Temperatura                 | Temperatura                 | Temperatura                 | Temperatura                 | Temperatura                 | Temperatura                 | Temperatura                 | Temperatura                 | Temperatura                 | Temperatura                 | Temperatura                 |
| Mes                                   | Ene                         | Feb                         | Mar                         | Abr                         | May                         | Jun                         | Jul                         | Ago                         | Sep                         | Oct                         | Nov                         | Dic                         |                             | Media total                 |
| ------------------------------------- | --------------------------- | --------------------------- | --------------------------- | --------------------------- | --------------------------- | --------------------------- | --------------------------- | --------------------------- | --------------------------- | --------------------------- | --------------------------- | --------------------------- | --------------------------- | --------------------------- |
| Máxima temperatura registrada °C (°F) | 33 (93)                     | 33 (92)                     | 33 (94)                     | 34 (92)                     | 33 (92)                     | 33 (92)                     | 35 (95)                     | 31 (89)                     | 32 (90)                     | 31 (89)                     | 33 (92)                     | 33 (93)                     |                             | 33                          |
| Temperatura media-alta °C (°F)        | 30 (87)                     | 30 (87)                     | 30 (87)                     | 30 (86)                     | 29 (85)                     | 28 (84)                     | 28 (83)                     | 28 (83)                     | 29 (85)                     | 29 (85)                     | 30 (86)                     | 30 (86)                     |                             | 29 (85)                     |
| Temperatura media °C (°F)             | 27 (81)                     | 27 (81)                     | 27 (81)                     | 27 (81)                     | 27 (81)                     | 26 (79)                     | 26 (79)                     | 26 (79)                     | 26 (79)                     | 27 (81)                     | 27 (81)                     | 27 (81)                     |                             | 27 (81)                     |
| Temperatura media-baja °C (°F)        | 24 (76)                     | 24 (76)                     | 24 (76)                     | 24 (76)                     | 24 (76)                     | 24 (76)                     | 23 (75)                     | 23 (75)                     | 23 (75)                     | 24 (76)                     | 24 (76)                     | 24 (76)                     |                             | 24 (76)                     |
| Mínima temperatura registrada °C (°F) | 20 (69)                     | 21 (70)                     | 20 (69)                     | 20 (68)                     | 18 (66)                     | 18 (65)                     | 17 (64)                     | 17 (64)                     | 17 (63)                     | 19 (67)                     | 20 (68)                     | 20 (68)                     |                             | 19                          |
| Precipitaciones y horas de sol        |                             |                             |                             |                             |                             |                             |                             |                             |                             |                             |                             |                             |                             |                             |
| Mes                                   | Ene                         | Feb                         | Mar                         | Abr                         | May                         | Jun                         | Jul                         | Ago                         | Sep                         | Oct                         | Nov                         | Dic                         |                             | Total                       |
| Mm Totales (in)                       | 150 (5.9)                   | 125 (4.9)                   | 131 (5.2)                   | 122 (4.8)                   | 101 (4.0)                   | 102 (4.0)                   | 89 (3.5)                    | 108 (4.3)                   | 131 (5.2)                   | 162 (6.4)                   | 144 (5.7)                   | 149 (5.9)                   |                             | 1514 (59.6)                 |
| Mm de precipitación (in)              | 74 (2.9)                    | 61 (2.4)                    | 77 (3.0)                    | 94 (3.7)                    | 94 (3.7)                    | 101 (4.0)                   | 89 (3.5)                    | 108 (4.3)                   | 131 (5.2)                   | 160 (6.3)                   | 116 (4.6)                   | 89 (3.5)                    |                             | 1191 (46.9)                 |
| Cm de nieve (in)                      | 80 (31.5)                   | 67 (26.4)                   | 52 (20.5)                   | 26 (10.2)                   | 6 (2.4)                     | 1 (0.4)                     | 0 (0)                       | 0 (0)                       | 0 (0)                       | 3 (1.2)                     | 26 (10.2)                   | 61 (24.0)                   |                             | 322 (126.8)                 |
| Horas de sol                          | 72                          | 91                          | 109                         | 117                         | 158                         | 177                         | 216                         | 196                         | 140                         | 106                         | 72                          | 59                          |                             | 1513                        |
| Datos recogidos por Weatherbase       |                             |                             |                             |                             |                             |                             |                             |                             |                             |                             |                             |                             |                             |                             |

## Cultura
La danza y la música forman una parte importante de la cultura del país. Los bailes tradicionales incluyen el baile del palo, donde se danza a la vez que se simula una lucha con un palo, practicado tanto en esta ciudad y toda Ponapé, como en Yap y Chuuk.

### Fiestas oficiales
El calendario de fiestas oficiales es fijo todos los años para el país en conjunto, estando fijadas las siguientes fiestas:
| Fecha           | Nombre                                     | Notas                                |
| --------------- | ------------------------------------------ | ------------------------------------ |
| 1 de enero      | Año Nuevo                                  |                                      |
| 10 de mayo      | Día de los Estados Federados de Micronesia | Aniversario de la constitución       |
| 24 de octubre   | Día de las Naciones Unidas                 |                                      |
| 3 de noviembre  | Día de la independencia                    | Aniversario del fin del protectorado |
| 25 de diciembre | Día de Navidad                             | Nacimiento de Jesús                  |

Si una fiesta cae en domingo, se celebra en todo el país el lunes siguiente. De igual forma, si una fiesta cae en sábado, se celebra el viernes precedente.

### Fiestas particulares
En todo el estado de Ponapé (por lo tanto también en sus ciudades) se celebran fiestas particulares:
| Fecha            | Nombre                           |
| ---------------- | -------------------------------- |
| Marzo o abril    | Viernes Santo                    |
| Marzo o abril    | Domingo de Resurrección          |
| 31 de marzo      | Día de la cultura                |
| 11 de septiembre | Día de la liberación             |
| 8 de noviembre   | Día de la Constitución de Ponapé |

## Transportes y comunicación

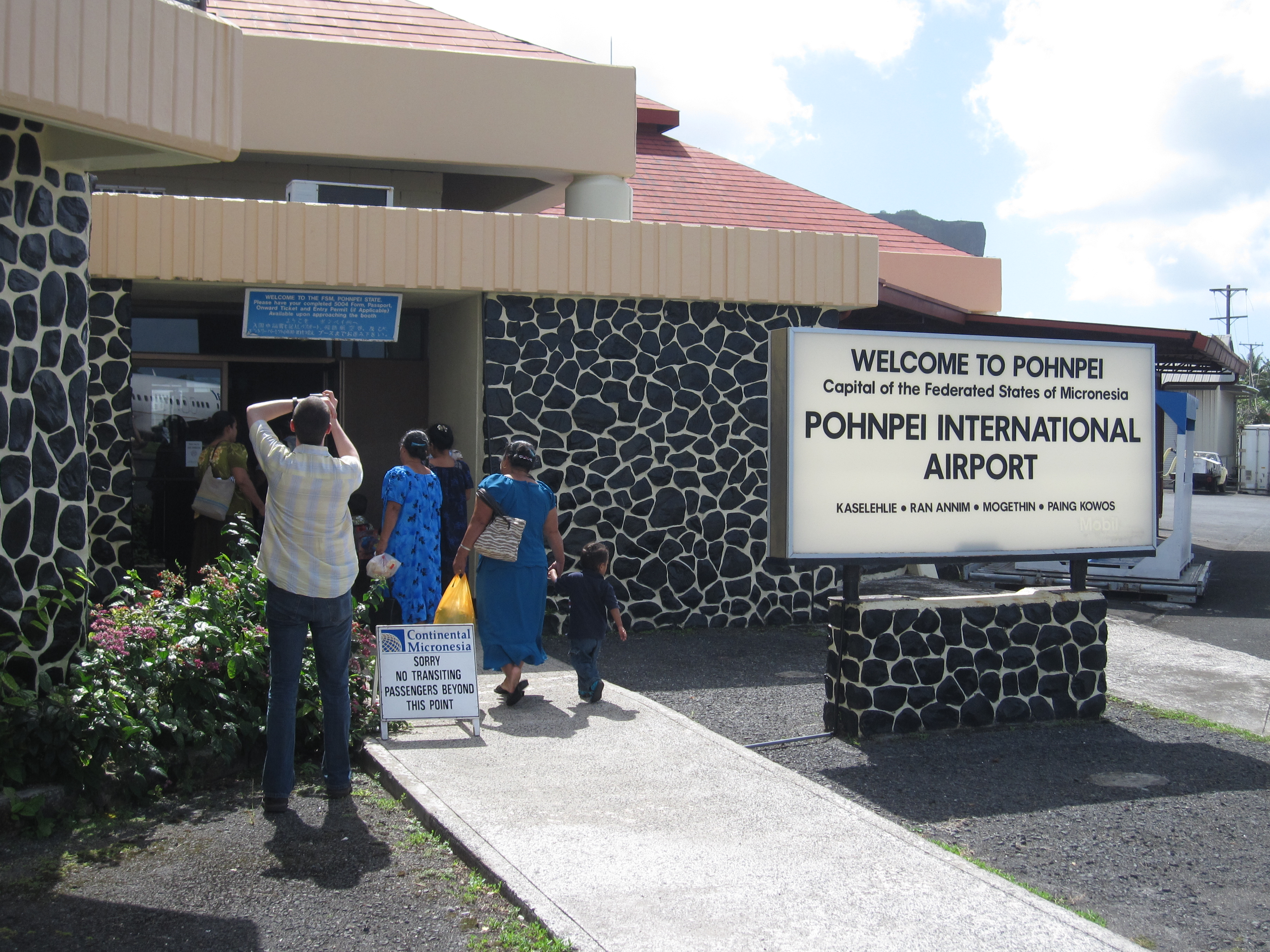
Aeropuerto Internacional de Ponapé.

La principal carretera del estado de Ponapé pasa por la ciudad, esta carretera es la que sirve de conexión con Kolonia y la que permite acceder al resto de localidades de la isla como Pwel Weite o Tamworohi. La ciudad no tiene acceso al mar por tanto tampoco dispone de pero el puerto de Kolonia que es del que salen los buques comerciales de la isla se encuentra a tan solo 7 kilómetros del centro de la ciudad. El Aeropuerto Internacional de Ponapé se encuentra muy cercano a la ciudad y podría ser considerado como suyo, desde el salen aviones rumbo a varios destinos internacionales por lo que la isla se conecta con otros países y no queda tan aislada.
Los edificios de telecomunicación y la antena de plato parabólica que ayuda tanto a la ciudad como a Kolonia se encuentran situados en la vecina ciudad de Kolonia que fue la capital nacional hasta 1989.

## Deporte

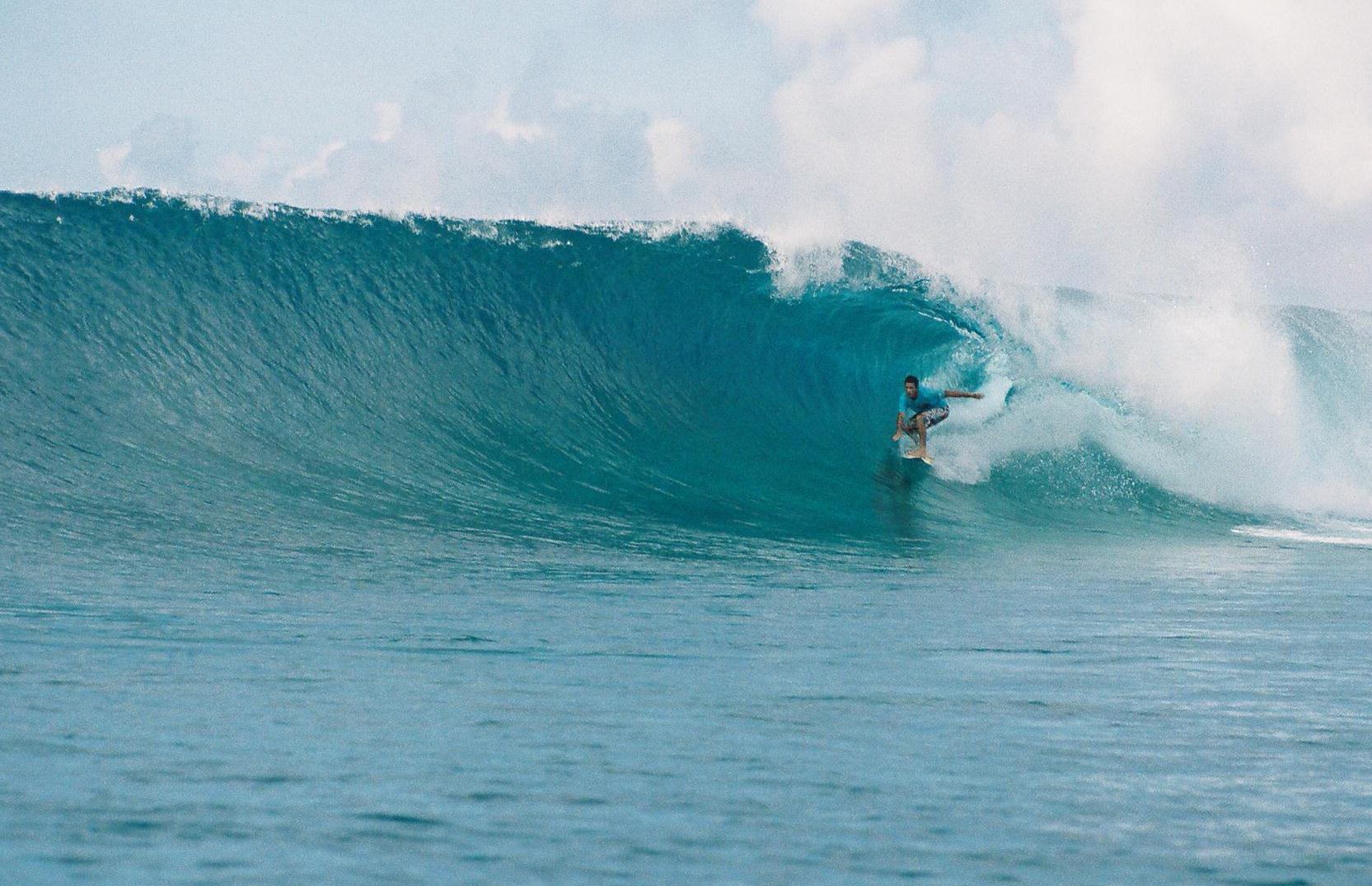
El surf es uno de los principales deportes de Palikir.

Sin duda alguna el fútbol es el deporte más popular entre los habitantes de todas las edades de la ciudad como demuestra el hecho de que gran parte de los niños que juegan al fútbol en Micronesia residen en la ciudad o en la vecina localidad de Kolonia. Aunque en la ciudad no se dispone de un gran estadio de fútbol sí que se dispone de un pequeño campo en el que tanto la selección de fútbol de Micronesia como el Equipo Nacional de Fútbol de Ponhpei han disputado diversos partidos. También son populares el baloncesto, el rugby o deportes acuáticos como el surf.

## Lugareños ilustres
- Bailey Olter (1932/1999): importante político y tercer presidente de Micronesia entre 1991 y 1996.
- Emelihter Kihleng: poeta.

## Ciudades hermanadas
- San Sebastián, España